# اوآخاکا ۱۴۲۱۷
سیارک ۱۴۲۱۷ (به انگلیسی: 14217 Oaxaca، نامگذاری:1999VV19) چهارده هزار و دویست و هفدهمین سیارک کشف شده‌است که در ۱۰ نوامبر ۱۹۹۹ کشف شد.
قدر مطلق سیارک برابر ۱۵٫۵۰ است.